# Coendou nycthemera
Espèce
Synonymes
- Coendou koopmani Handley & Pine, 1992

Statut de conservation UICN

 DD  : Données insuffisantes
Coendou nycthemera est une espèce de rongeurs de la famille des Erethizontidae. Cette dernière rassemble les porcs-épics du continent américain. C'est un mammifère terrestre, endémique du Brésil dont on ne sait que très peu de choses hormis qu'il est herbivore et nocturne. On le rencontre à basse altitude dans les forêts tropicales humides et primaires. 
Cette espèce a été décrite pour la première fois en 1818 par le naturaliste allemand Ignaz von Olfers (1793-1871).